# Unjŏn
Unjŏn (kor. 운전군, Unjŏn-gun) – powiat w Korei Północnej, w prowincji P’yŏngan Północny. W 2008 roku liczył 101 130 mieszkańców. Graniczy z powiatami Pakch’ŏn od wschodu i T’aech’ŏn od północy, a także z miastem Chŏngju od zachodu. Powiat znajduje się nad Morzem Żółtym, określanym w Korei Północnej jako Morze Zachodniokoreańskie. Około 40% terytorium stanowią lasy. Przez powiat przebiega linia kolejowa P’yŏngŭi, łącząca stolicę Korei Północnej, Pjongjang ze znajdującym się w północno-zachodniej części kraju miasta Sinŭiju, a dalej z siecią kolejową Chin. 40% terytorium powiatu stanowią lasy.

## Historia
Przed wyzwoleniem Korei spod okupacji japońskiej powiat składał się z xx miejscowości (kor. myŏn) oraz yy wsi (kor. ri).
Przed wyzwoleniem Korei spod okupacji japońskiej tereny należące do powiatu wchodziły w skład powiatu Pakch’ŏn (konkretnie tworzył miejscowości Kasan, Kadong i Kanam). W obecnej formie powstał w wyniku gruntownej reformy podziału administracyjnego w grudniu 1952 roku. W jego skład weszły wówczas tereny należące wcześniej do miejscowości Masan, Taejŏn, Kodŏk, Kalsan (wszystkie poprzednio wchodziły w skład powiatu Chŏngju), Ryonggye, Sŏ, Kasan (8 wsi) oraz Ch'ŏngryong (4 wsie – wszystkie znajdowały się w powiecie Pakch’ŏn). Powiat Unjŏn składał się wówczas z jednego miasteczka (Unjŏn-ŭp) i 28 wsi (kor. ri).

## Gospodarka
Lokalna gospodarka oparta jest na rolnictwie. Na terenie powiatu znajdują się uprawy kukurydzy, soi, pszenicy i jęczmienia, a także liczne sady owocowe. Istotna jest także hodowla zwierząt gospodarskich, zwłaszcza świń. Dla gospodarki regionu istotne jest także rybołówstwo oraz górnictwo. Teren powiatu kryje złoża grafitu i minerałów z grupy łyszczyków. Powiat jest znany także z powstającego tu rękodzieła i ceramiki.

## Podział administracyjny powiatu
W skład powiatu wchodzą następujące jednostki administracyjne:
| Nazwa jednostki administracyjnej | Rodzaj jednostki administracyjnej | Hangul | Hancha |
| -------------------------------- | --------------------------------- | ------ | ------ |
| Unjŏn-ŭp                         | miasteczko                        | 운전읍 | 雲田邑 |
| Sŏsam-ri                         | wieś                              | 서삼리 | 西三里 |
| Kasan-ri                         | wieś                              | 가산리 | 嘉山里 |
| Songhak-ri                       | wieś                              | 송학리 | 松鶴里 |
| Kŭmgye-ri                        | wieś                              | 금계리 | 金溪里 |
| Haksan-ri                        | wieś                              | 학산리 | 鶴山里 |
| Ok'ya-ri                         | wieś                              | 옥야리 | 玉野里 |
| Unha-ri                          | wieś                              | 운하리 | 雲何里 |
| Unjŏn-ri                         | wieś                              | 운전리 | 雲田里 |
| Wŏnsŏ-ri                         | wieś                              | 원서리 | 院西里 |
| Taeo-ri                          | wieś                              | 대오리 | 大五里 |
| Tŏk'am-ri                        | wieś                              | 덕암리 | 德岩里 |
| Kwanhae-ri                       | wieś                              | 관해리 | 觀海里 |
| Tŏkwŏn-ri                        | wieś                              | 덕원리 | 德元里 |
| Wŏlhyŏn-ri                       | wieś                              | 월현리 | 月峴里 |
| Tongch’ang-ri                    | wieś                              | 동창리 | 東倉里 |
| Sin'o-ri                         | wieś                              | 신오리 | 新五里 |
| Ch'ŏngjŏng-ri                    | wieś                              | 청정리 | 淸亭里 |
| Ryongbong-ri                     | wieś                              | 룡봉리 | 龍鳳里 |
| Samgwang-ri                      | wieś                              | 삼광리 | 三光里 |
| Puk'il-ri                        | wieś                              | 북일리 | 北一里 |
| Taeyŏn-ri                        | wieś                              | 대연리 | 大淵里 |
| Pongdŏk-ri                       | wieś                              | 봉덕리 | 鳳德里 |
| Tongsam-ri                       | wieś                              | 동삼리 | 東三里 |
| Kuryŏn-ri                        | wieś                              | 구련리 | 九蓮里 |
| Posŏk-ri                         | wieś                              | 보석리 | 寶石里 |